# TimeSplitters: Future Perfect
TimeSplitters: Future Perfect — видеоигра в жанре шутер от первого лица, была разработана студией Free Radical Design и издана EA Games в 2005 году, на игровых консолях PlayStation 2, Xbox и Nintendo GameCube.
Это третий проект в серии игр TimeSplitters, после TimeSplitters 2 и TimeSplitters, которые были выпущены в 2002 и 2000 годах, соответственно. Сюжетная кампания состоит из уровней, где игрок принимает на себя роль сержанта Кортеза, космического пехотинца путешествующего во времени, который должен попасть в прошлое, чтобы спасти будущее. Также в игре присутствуют обширный многопользовательский режим и режим кооперативного прохождения кампании. В версиях игры для PlayStation 2 и Xbox, присутствует онлайн-многопользовательская игра. TimeSplitters: Future Perfect стала первой игрой серии получившей рейтинг «M» (от 17 лет).

## Оценки и мнения
| Сводный рейтинг | Сводный рейтинг | Сводный рейтинг | Сводный рейтинг |
| Издание         | Оценка          | Оценка          | Оценка          |
| Издание         | GC              | PS2             | Xbox            |
| --------------- | --------------- | --------------- | --------------- |
| GameRankings    | 85,40 %         | 85,66 %         | 84,50 %         |

Future Perfect получил в основном положительные отзывы от критиков, средние оценки игры от сайтов GameRankings и Metacritic для PlayStation 2 версии составляют 85,66 % и 84 %, соответственно. Сайт IGN оценил игру в 8.9 балла. Игра занимает четвёртую строчку в рейтинге «самый лучший шутер от первого лица для PlayStation 2» на сайте GameRankings. Тем самым, она была оценена ниже, чем её предшественница, которая была лучше встречена критиками и занимает первую строчку в этом рейтинге.

### Награды
- IGN Лучшие игры 2005: Лучший шутер от первого лица (PS2)[8]